# 李共
李共（？—？）為中國清朝武官官員，本籍浙江。武舉人出身的李共於1797年（嘉慶2年）奉旨接替董金鳳，於台灣地區擔任台灣水師協副將。而隸屬台灣鎮之下的此官職是台灣清治時期的這階段，全台灣的海防軍事層級最高武將，其統帥三標水營，數千名水師兵勇。
| 前任： 董金鳳 | 台灣水師協副將 1797年上任 | 繼任： 吳國麟 |